# سرگی فیلیمونوف
سرگی فیلیمونوف (انگلیسی: Sergey Filimonov؛ زادهٔ ۲ فوریهٔ ۱۹۷۵) وزنه‌بردار سابق اهل قزاقستان است.
وی در مسابقات کشوری و بین‌المللی در مجموع برندهٔ ۱ مدال طلا، ۲ مدال نقره، ۱ مدال برنز شده‌است.